# Antônio Carlos Rosa Flores
Antônio Carlos Rosa Flores (Montenegro, Rio Grande do Sul, 9 de julho de 1931) é um advogado e político brasileiro.
Filho de Luís Louro Flores e de Dila Rosa Flores. Casou com Valmir Winkler Flores, com quem teve três filhos.
Foi eleito deputado estadual pelo Rio Grande do Sul pelo MDB nas eleições estaduais no Rio Grande do Sul em 1966. Nas eleições estaduais no Rio Grande do Sul em 1974 foi eleito deputado federal, cargo para o qual foi reeleito nas eleições estaduais no Rio Grande do Sul em 1978.